# パールヴァティー
パールヴァティー（サンスクリット語: पार्वती, Pārvatī）は、ヒンドゥー教の女神の一柱で、その名は「山の娘」を意味する。

## 概要
シヴァ神の神妃。ヒマラヤ山脈の山神ヒマヴァットの娘で、ガンジス川の女神であるガンガーの姉に当たる。軍神スカンダや、学問の神ガネーシャの母。シヴァの最初の妻サティーの転生とされ、穏やかで心優しい、金色の肌を持つ美しい女神といわれる。
彼女の肌は金色ではなく元々は黒色だったが、それをシヴァに非難された事を恥じた彼女が森にこもって苦行を始めた為、それを哀れんだブラフマーが彼女の肌を金色に変えた。なお、この時の彼女の黒い肌がカーリーになったとする説もある。
後にドゥルガーやカーリーとも同一視され、パールヴァティーの変身した姿、あるいは一側面とされた。タントラ教においては、シヴァのシャクティであるとされ、慈愛と狂暴の2面を持つため、シヴァとともにアルダーナリシュヴァラを形成する。

## 仏教
仏教名（漢訳名）は大自在天妃（だいじざいてんき）、烏摩妃（うまき）または波羅和底。現図胎蔵界曼荼羅図の最外院の南西に、左手に三鈷戟を持ち牛に乗った姿で夫の大自在天（シヴァ）とともに描かれる。大自在天が乗るのは白牛で烏摩妃が乗るのは赤羊ともいわれる。また、密教では大自在天と共に降三世明王に踏みつけられている。

## 別名
柔和な側面
- ウマー（उमा, Umā） - 親切な女。
- ガウリー（गौरी, Gaurī） - 黄金色に輝く者。
- サティー（सती, Satī） - 貞淑な女。
- アンビカー（अम्बिका, Ambikā） - 母たる者。

恐ろしい側面
- チャンディー（चंडी, Caṅḍī） - 狂暴な女。
- バイラヴィー（भैरवी, Bhairavī） - 恐るべき女。
- ドゥルガー（दुर्गा, Durgā） - 近づき難い者。
- カーリー（काली, Kālī） - 黒い女。

## パールヴァティーを扱った画像

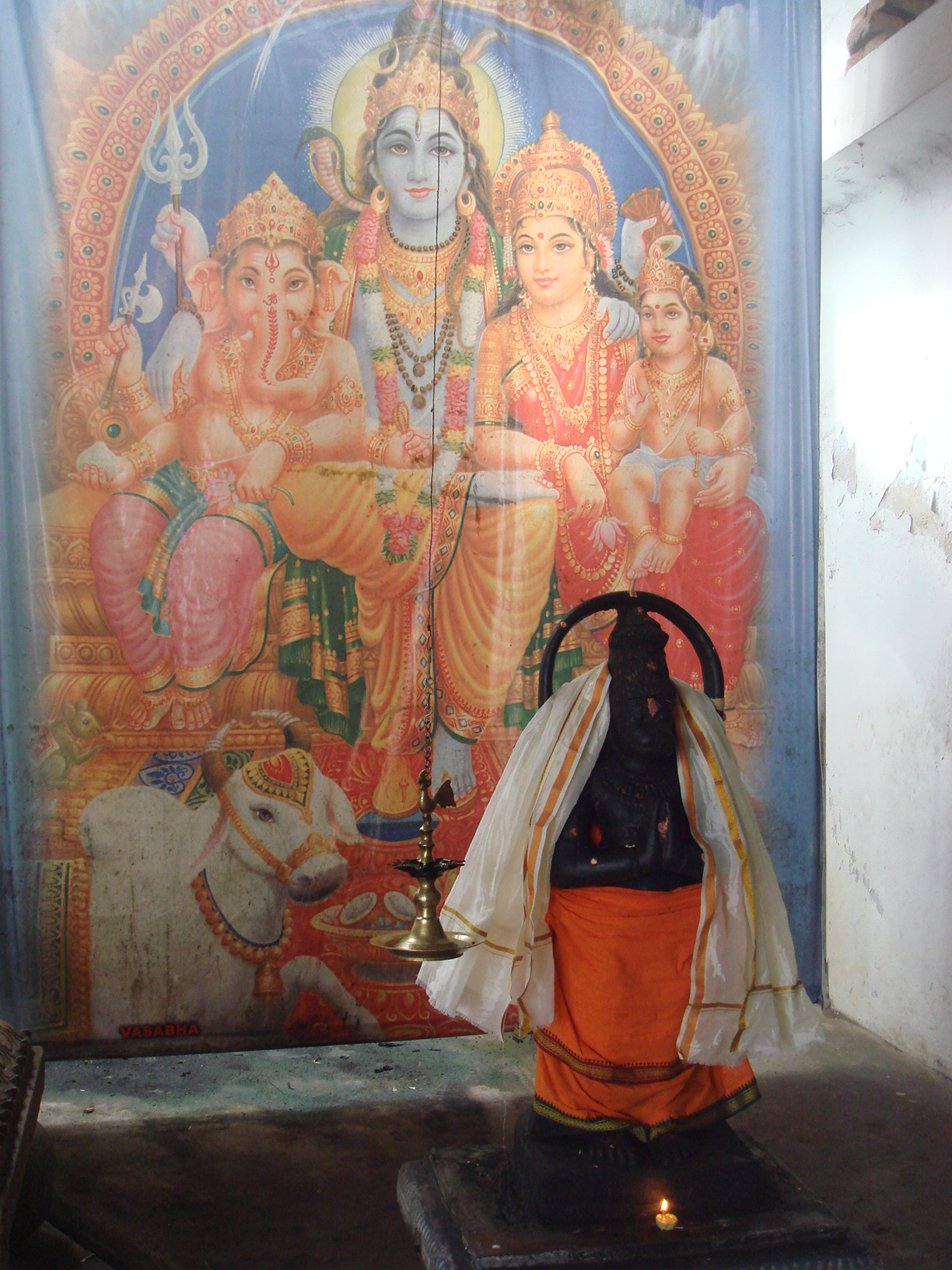
シヴァを中央に、右にパールヴァティー、左にガネーシャ、右端にスカンダ
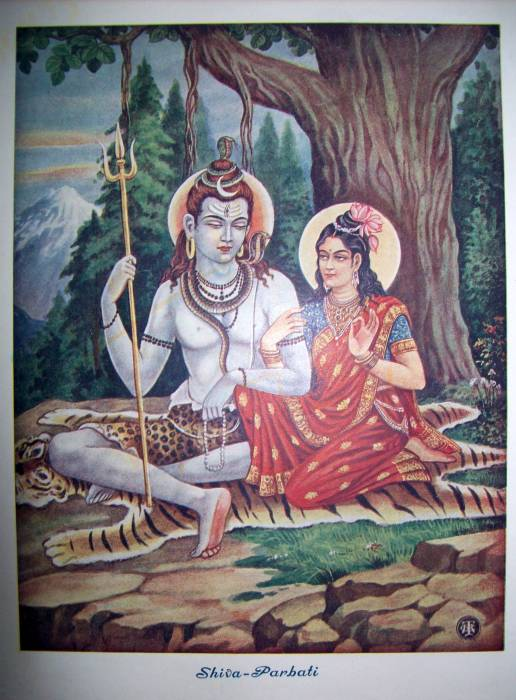
シヴァとパールヴァティー（1900年代の商店街画像）
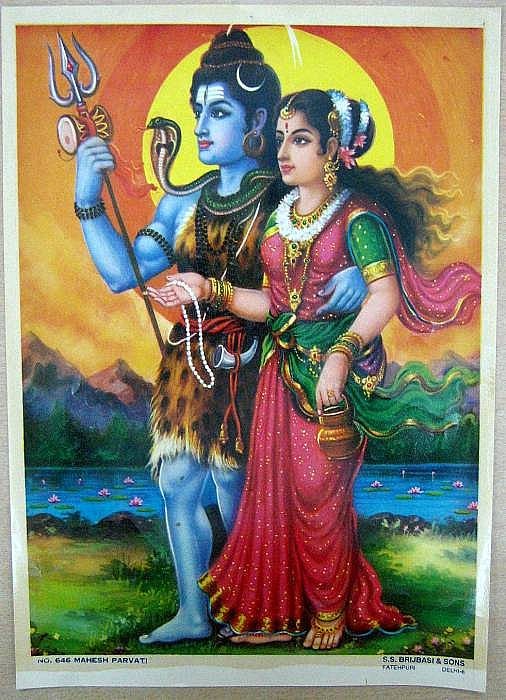
シヴァとパールヴァティー（1940年代の商店街画像）
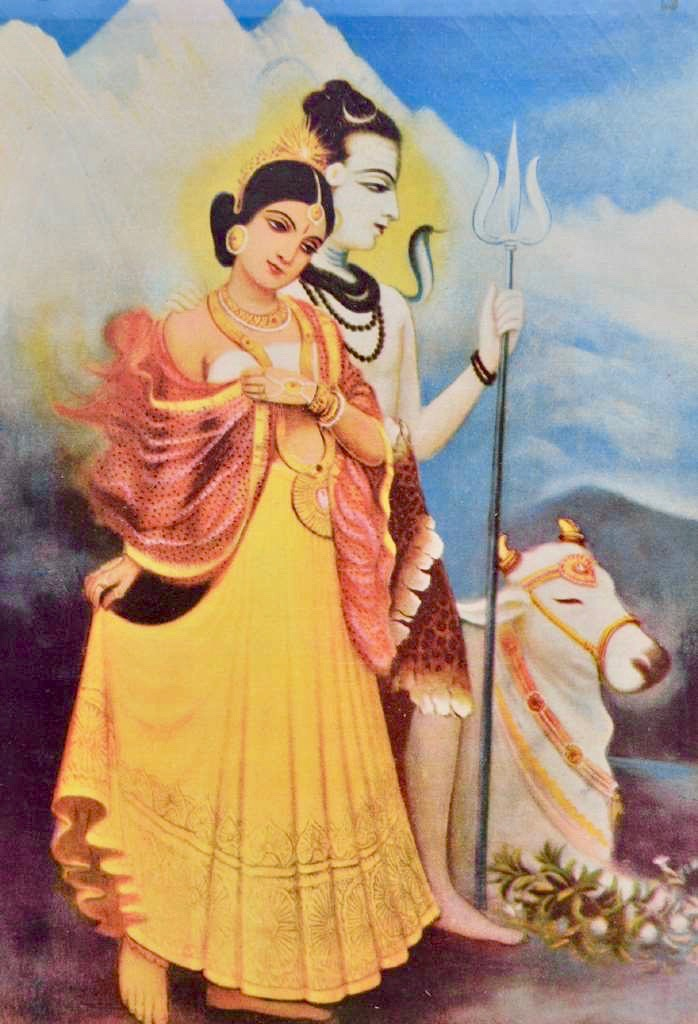
ラヴィ・ヴァルマによるシヴァ、パールヴァティーとナンディンの画像
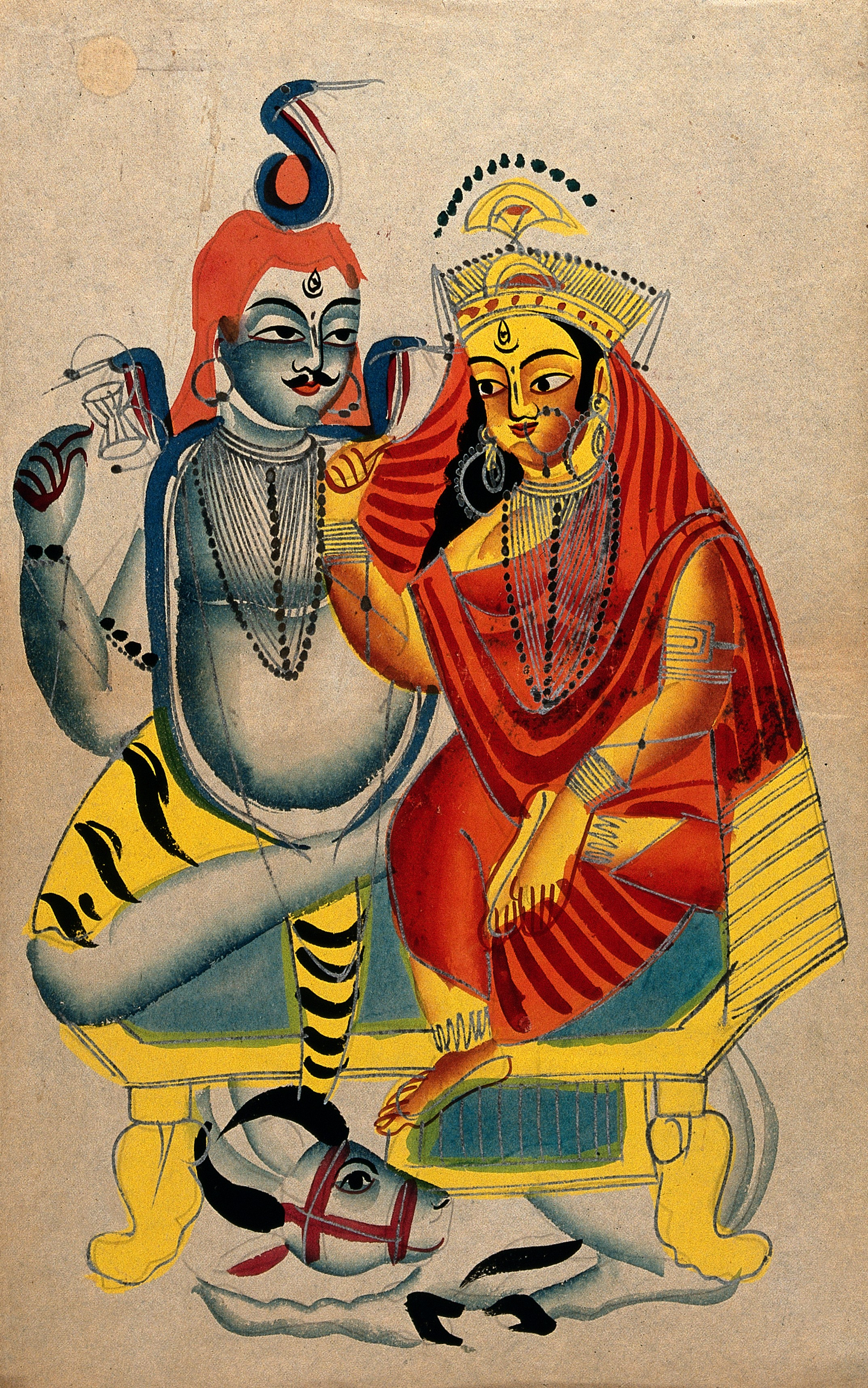
玉座の上に座ったシヴァ、パールヴァティーとナンディンの画像
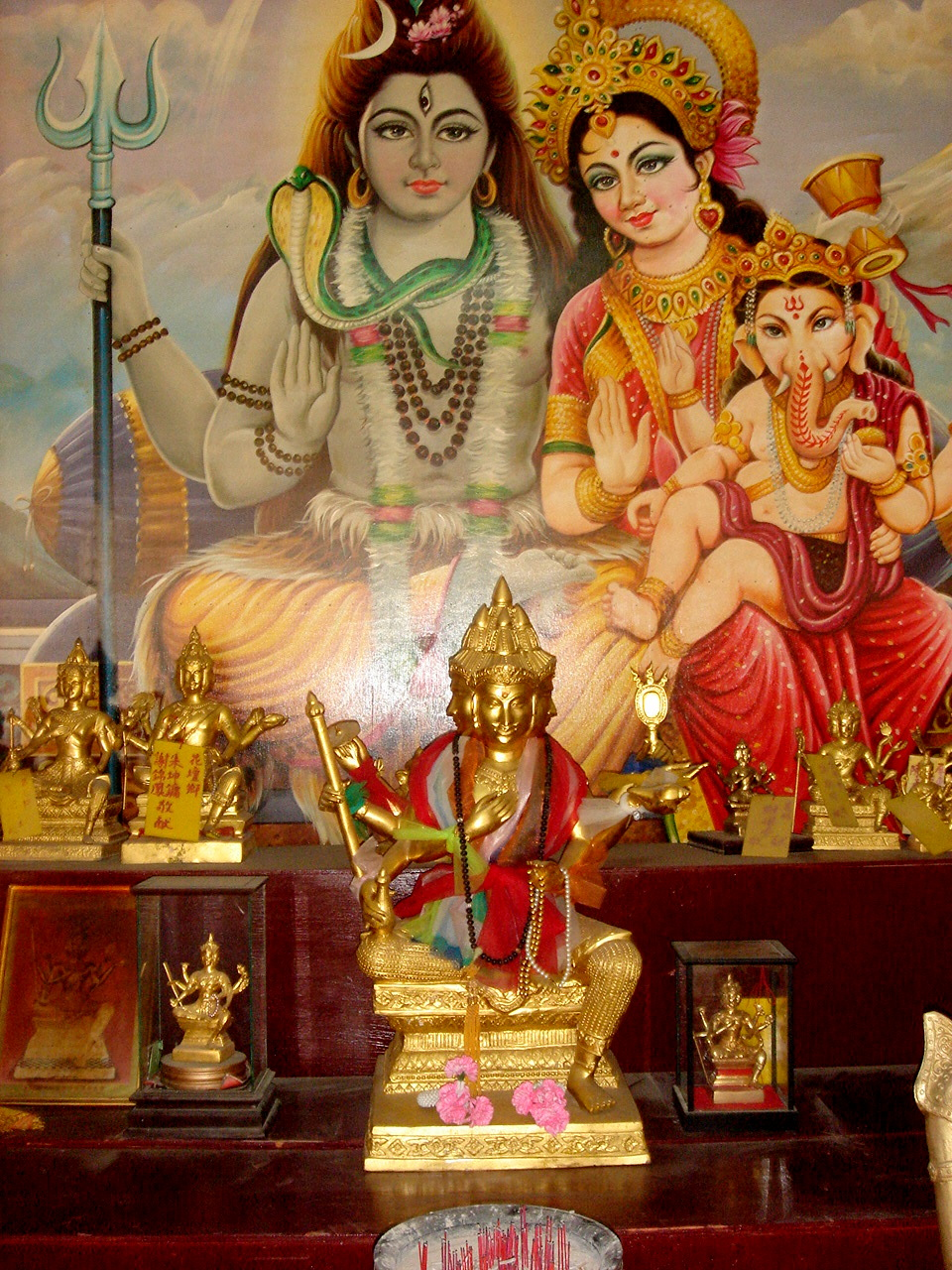
シヴァ、パールヴァティー、ガネーシャ、四面の仏陀（台湾彰化県の寺廟）
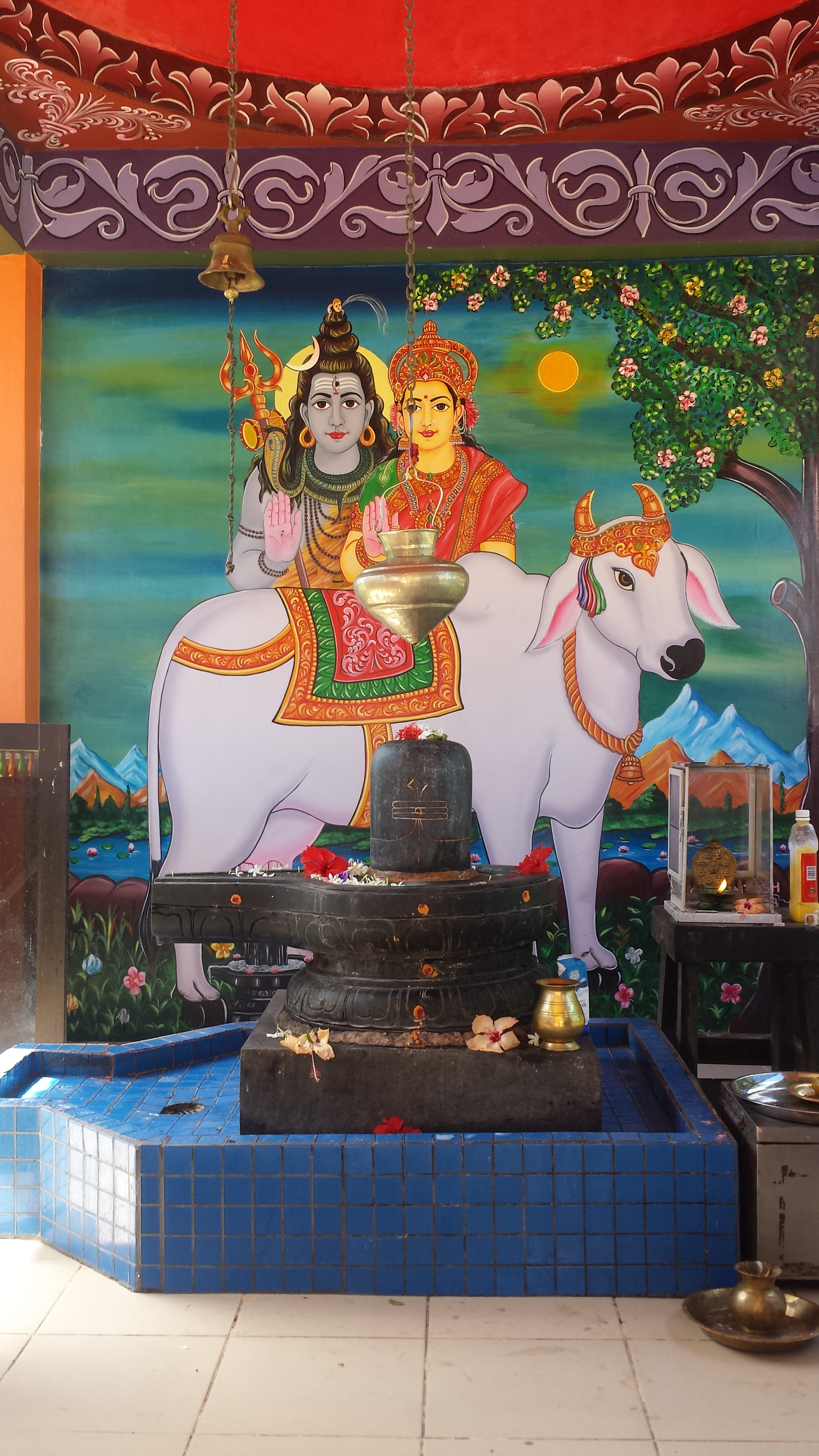
白牛ナンディンの上のシヴァとパールヴァティー（フィジー・ナンディのヒンドゥー教寺廟）
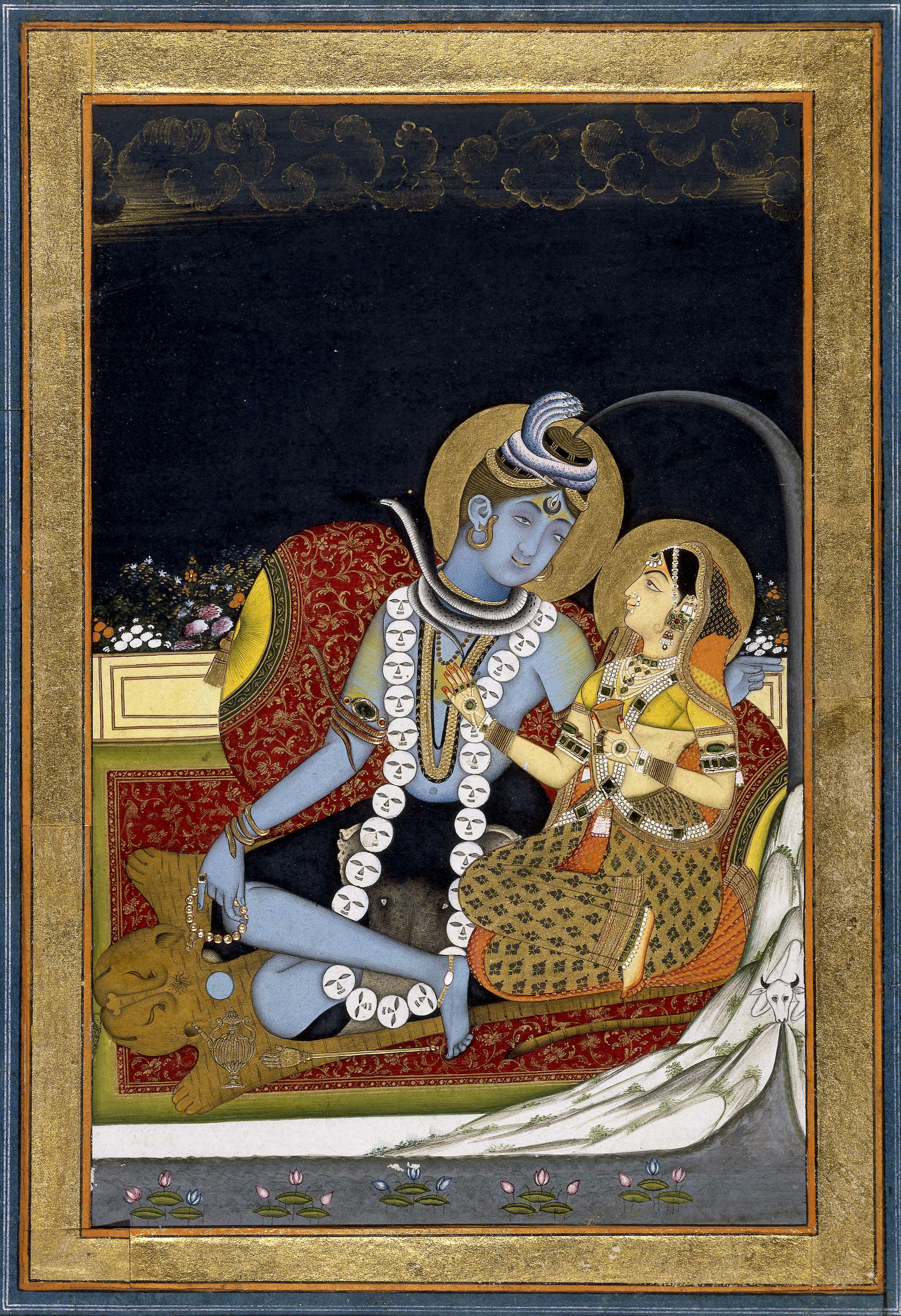
露台に座ったシヴァとパールヴァティー（1800年頃、大英博物館所蔵）
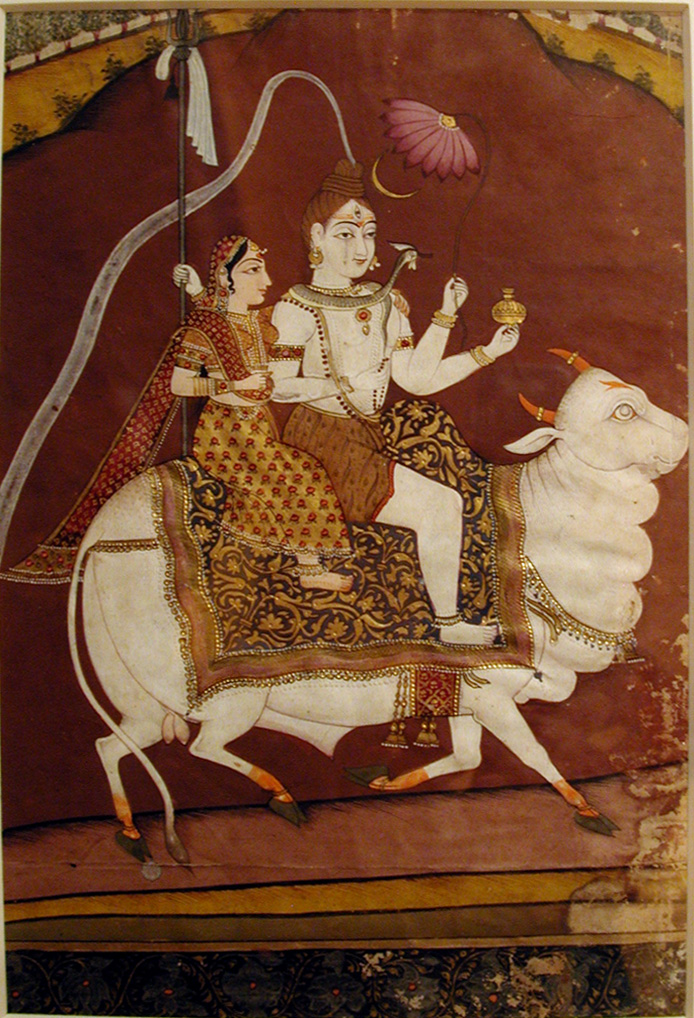
ナンディンに乗ったシヴァとパールヴァティー（サンディエゴ美術館所蔵）
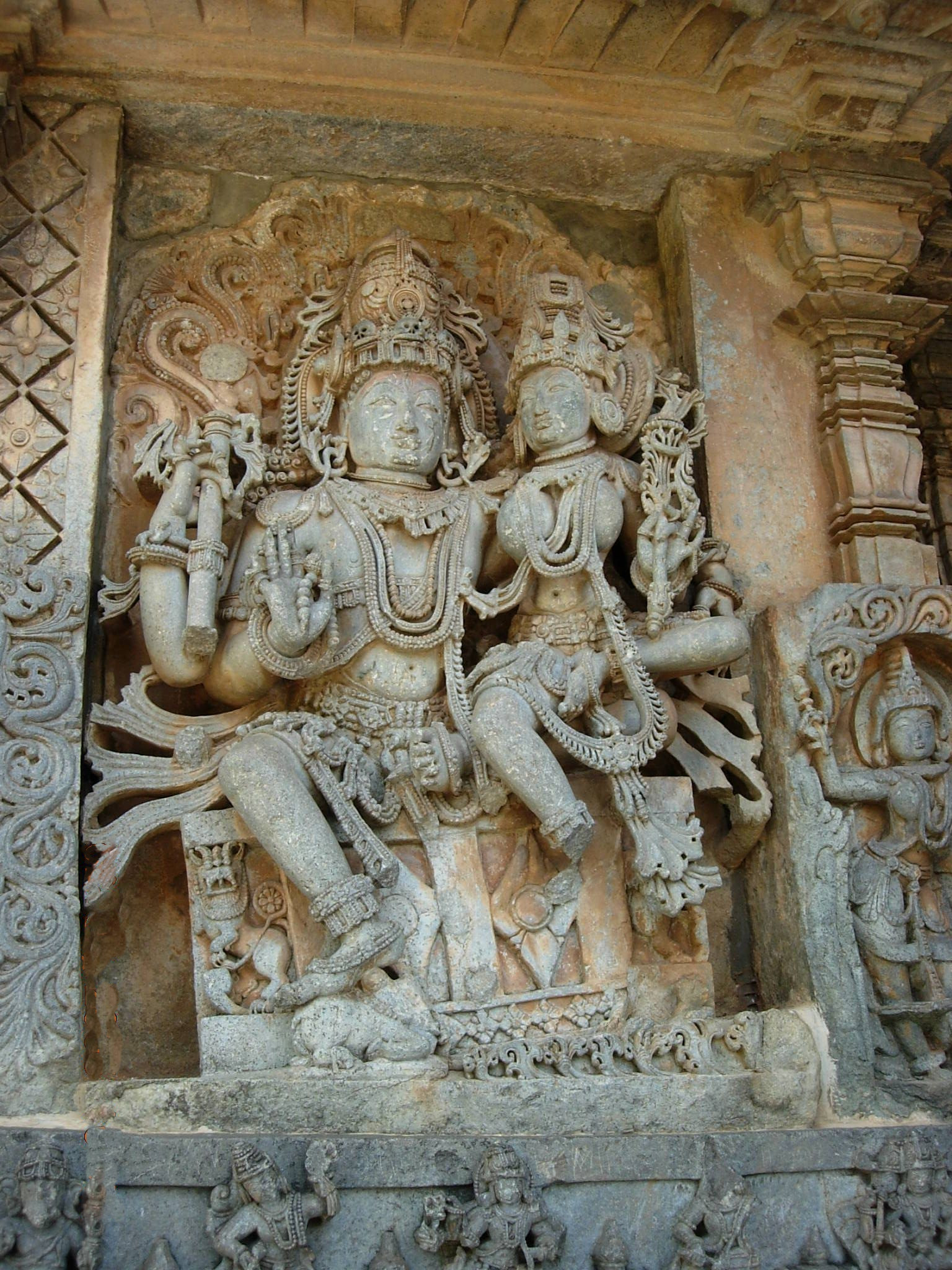
シヴァとパールヴァティー（ハレビードのホイサレーシュワラ寺院）
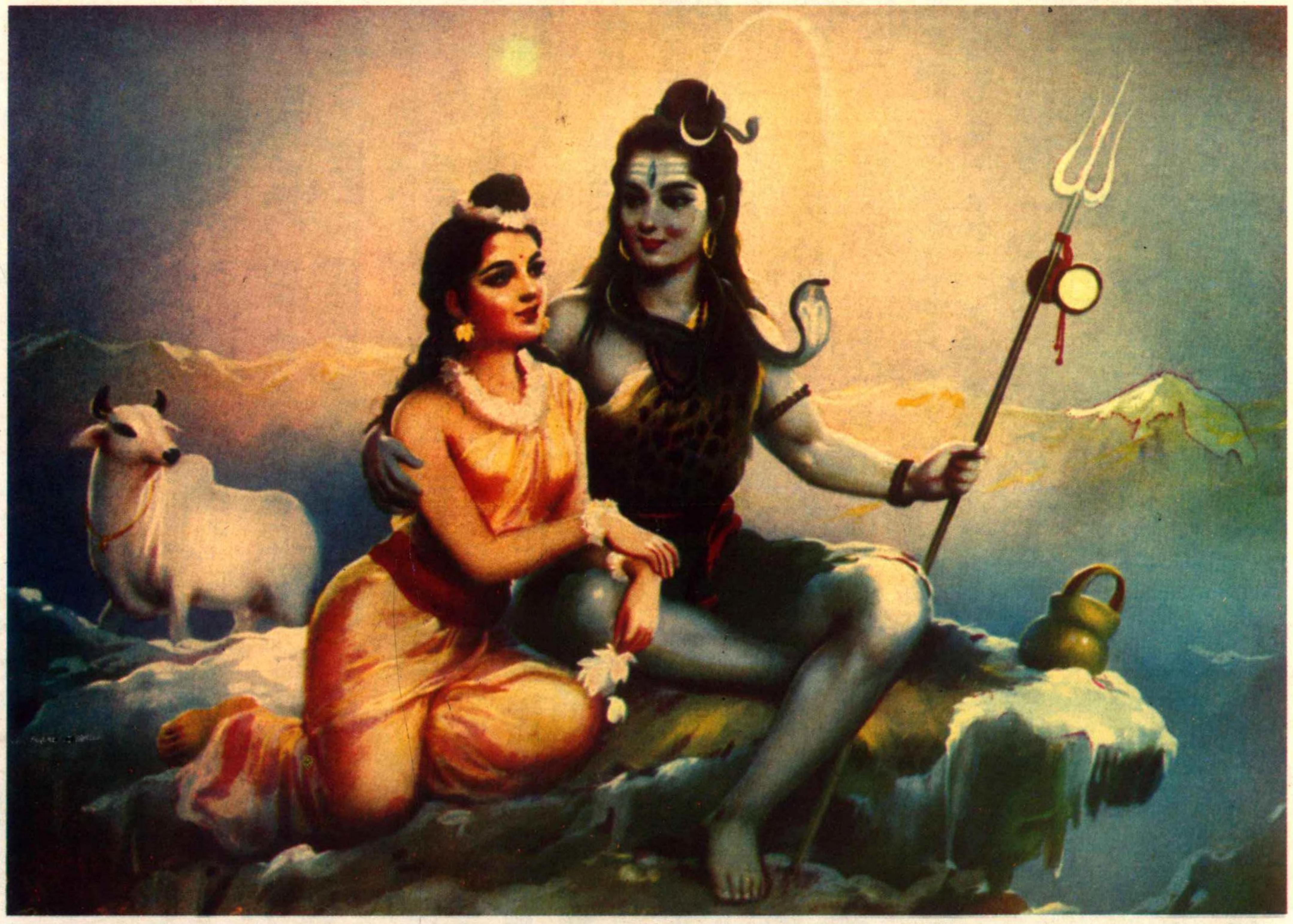
シヴァとパールヴァティー
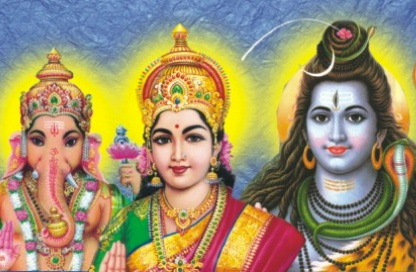
ガネーシャ、パールヴァティー、シヴァ